# 中丁
中丁（？—？），《竹書紀年》作仲丁，姓子，名庄，商朝君主，為前任君主雍己之姪子，太戊之子。中丁有配偶兩人，癸和名己。《竹書紀年》稱中丁于即位元年将都城从亳迁到囂（亦作隞），这是商朝的第1次迁都。
中丁以後，王室經常發生王位的糾紛，「兄終弟及」的制度遭到破壞。

## 在位年數
現今流傳文獻記載的仲丁在位年數有3種說法：
- 在位9年，《今本竹書紀年》。
- 在位11年，《太平御覽》卷83引《史記》，《冊府元龜》、《資治通鑑外紀》、《通志》均同。
- 在位13年，《資治通鑑前編》、《皇極經世》、《文獻通考》均同。

## 家庭

### 妻
- 妣己，甲骨文作“仲丁配妣己”[a]
- 妣癸，甲骨文作“仲丁配妣癸”[b]

### 子
- 祖乙

## 資料來源
- 商朝（页面存档备份，存于）

| 前任： 父雍己 | 商朝國君 第11代 | 繼任： 弟卜壬 |